# Marsische Sprache
Die marsische Sprache wurde im antiken Italien von den Marsern gesprochen, die in Mittelitalien südlich des Fuciner Sees siedelten. Sie gehört zur umbrischen Gruppe der italischen Sprachen und ist eng mit der volskischen und äquischen Sprache verwandt.

## Überlieferung
Von der Sprache der Marser ist in vier kurzen im lateinischen Alphabet verfassten Inschriften aus dem 4. bis 2. Jahrhundert v. Chr. bekannt.
Die Herkunft der ältesten Inschrift ist unbekannt. Sie befindet sich auf der Säule einer Bronzestatuette des Herkules, die in die Zeit von 400 bis 350 v. Chr. datiert wird. Diese Weihinschrift besteht nur aus dem Wort apols ‚des Apollo‘.
Auch eine Weihinschrift aus Supinum ist an den Gott Apollo gerichtet. Sie wird von Cesare Letta auf die Zeit um 200 v. Chr. datiert. Die Sprache könnte auch als dialektales Latein interpretiert werden.
Aus Marruvium stammen zwei weitere Inschriften. Die ältere Inschrift wird von Letta auf die Mitte des 3. Jahrhunderts v. Chr. datiert und als dialektal geprägtes Latein betrachtet. Rix gibt hingegen Supinum als Herkunftsort an. Diese Weihinschrift richtet sich an Jupiter und die Dioskuren.
Die jüngere Inschrift aus Marruvium wird anhand der Form der Buchstaben in die Mitte des 2. Jahrhunderts v. Chr. datiert. Nach Letta ist dies die einzige Inschrift, die in marsischer Sprache verfasst ist. Sie richtet sich an die Novensides.
Daneben ist eine Weihinschrift an die Göttin Vesuna auf einer Bronzetafel aus Antinum bekannt, die entweder zwischen 250 und 200 v. Chr. oder erst um 150 v. Chr. entstand. Die Sprache wurde von Vetter als Volskisch klassifiziert, jedoch lag Antinum im Siedlungsgebiet der Marser, sodass die Inschrift zum Marsischen gezählt wird. Zudem ist die Sprache stark latinisiert.
Zudem sind einige andere Inschriften aus der Zeit von 280 bis 150 v. Chr. bekannt, die entweder in einem stark latinisierten Marsisch oder in einem dialektalen Latein verfasst sind.

## Geschichte
Aus der kaum vorhandenen Überlieferung lässt sich deuten, dass die Marser bereits im 3. Jahrhundert v. Chr. latinisiert wurden.

## Lautgeschichte
Wie das Umbrische, Volskische und Vestinische wurden auch im Marsischen Diphthonge sprachgeschichtlich monophthongiert, z. B. die Endung des Adjektivs iouies ‚des Jupiters‘ im Dativ Plural aus dem uritalischen *-eys.
Aus der inschriftlich bezeugten Form Martses im Ablativ Plural lässt sich schließen, dass es im Marsischen wie im Umbrischen, Volskischen und Pälignischen zu einer Palatalisierung vor *-y- kam.